# Gustavo Sondermann
Gustavo Sondermann (São Paulo Brasil, 17 de febrero de 1982-São Paulo, Brasil, 3 de abril de 2011) fue un piloto brasileño de automovilismo de velocidad. Compitió en diferentes categorías automovilísticas de nivel nacional, destacándose en la Fórmula Renault Brasileña, el Stock Car V8 y el Pick-Up Racing. Fue campeón en el año 2008 del campeonato Pick-Up Racing, antecesora de la Copa Montana, a bordo de una Chevrolet S-10. Continuó compitiendo en el Stock Car V8 en el año 2009 y en 2010 inició un nuevo emprendimiento debutando en las categorías Stock Car Light, Copa Montana, MINI Challenge (Brasil) y GT Brasileño, donde corrió a bordo de un Maserati Trofeo.
Falleció el 3 de abril de 2011, luego de protagonizar un fuerte accidente en la fecha inaugural de la Copa Montana, corrida en el trazado de Interlagos. El informe final indicó que la muerte de Sondermann se dio a consecuencia de «un traumatismo craneano grave, hemorragia cerebral difusa y fractura de la primera vértebra cervical», como producto de la fuerza del impacto. Luego de una investigación, se indicó que el accidente se dio por el estado en que se encontraba la pista, en el mismo momento en que caía una fuerte lluvia. Sondermann contaba en ese entonces con 29 años.

## Trayectoria
- 2001: Campeonato Paulista de Karting - Formula A
- 2002: Formula Renault 2.0 Brazil (Tatuus FR2000)
- 2003: Fórmula Renault Brasil

Formula Renault 2.0 Fran-Am
- 2004: Formula Renault 2.0 Reino Unido

Formula Renault 2.0 USA
- 2005: Formula Renault 2.0 Eurocup
- 2006: Stock Car Light (Chevrolet Astra)
- 2007: Stock Car Light (Chevrolet Astra)
- 2008: Stock Car V8 (Peugeot 307)

Campeón Pick-Up Racing (Chevrolet S-10)
- 2009: Stock Car V8 (Peugeot 307)
- 2010: Stock Car Light (Chevrolet Astra)

Copa Montana (Chevrolet Montana)
MINI Challenge (Brasil) (MINI)
GT4 Brasil Championship (Maserati)
- 2011: Copa Montana (Chevrolet Montana)

## Palmarés
| Título  | Categoría      | Automóvil      | Año  |
| ------- | -------------- | -------------- | ---- |
| Campeón | Pick-Up Racing | Chevrolet S-10 | 2008 |